# American League East
American League East (w skrócie AL East) – jedna z sześciu dywizji Major League Baseball.

## Aktualni członkowie
- Baltimore Orioles
- Boston Red Sox
- New York Yankees
- Tampa Bay Rays
- Toronto Blue Jays

## Dotychczasowi członkowie

### 1970–1971

#### Członkowie w latach 1969–1971
- Baltimore Orioles
- Boston Red Sox
- Cleveland Indians
- Detroit Tigers
- New York Yankees
- Washington Senators

#### Zmiany w porównaniu do roku 1968
- Powstanie dywizji w wyniku rozszerzenia ligi w 1969 roku

### 1972–1976

#### Członkowie w latach 1972–1976
- Baltimore Orioles
- Boston Red Sox
- Cleveland Indians
- Detroit Tigers
- Milwaukee Brewers
- New York Yankees

#### Zmiany w porównaniu do roku 1971
- Washington Senators stali się Texas Rangers i przeniesli do AL West
- Milwaukee Brewers przenieśli się z AL West

### 1977–1993

#### Członkowie w latach 1977–1993
- Baltimore Orioles
- Boston Red Sox
- Cleveland Indians
- Detroit Tigers
- Milwaukee Brewers
- New York Yankees
- Toronto Blue Jays

#### Zmiany w porównaniu do roku 1976
- Toronto Blue Jays powstali w 1977 roku

### 1994–1997

#### Członkowie w latach 1994–1997
- Baltimore Orioles
- Boston Red Sox
- Detroit Tigers
- New York Yankees
- Toronto Blue Jays

#### Zmiany w porównaniu do roku 1993
- Cleveland Indians i Milwaukee Brewers przenieśli się do AL Central po powstaniu trzeciej dywizji

### od 1998 do dziś

#### Aktualni członkowie
- Baltimore Orioles
- Boston Red Sox
- New York Yankees
- Tampa Bay Devil Rays
- Toronto Blue Jays

#### Zmiany w porównaniu do roku 1997
- Tampa Bay Devil Rays powstali w roku 1998
- Detroit Tigers przenieśli się do AL Central

## Mistrzowie AL East rok po roku
| Rok  | Zwycięzca         | Wynik (Z-P) | %    | Playoff                                     |
| ---- | ----------------- | ----------- | ---- | ------------------------------------------- |
| 1969 | Baltimore Orioles | 109-53      | .673 | przegrana w World Series z New York, 4-1    |
| 1970 | Baltimore Orioles | 108-54      | .667 | Wygrana w World Series z Cincinnati, 4-1    |
| 1971 | Baltimore Orioles | 101-57      | .639 | przegrana w World Series z Pittsburgh, 4-3  |
| 1972 | Detroit Tigers    | 86-70       | .551 | przegrana w ALCS z Oakland, 3-2             |
| 1973 | Baltimore Orioles | 97-65       | .599 | przegrana w ALCS z Oakland, 3-2             |
| 1974 | Baltimore Orioles | 91-71       | .562 | przegrana w ALCS z Oakland, 3-1             |
| 1975 | Boston Red Sox    | 95-65       | .594 | przegrana w World Series z Cincinnati, 4-3  |
| 1976 | New York Yankees  | 97-62       | .610 | przegrana w World Series z Cincinnati, 4-0  |
| 1977 | New York Yankees  | 100-62      | .617 | Wygrana w World Series z Los Angeles, 4-2   |
| 1978 | New York Yankees  | 100-63      | .613 | Wygrana w World Series z Los Angeles, 4-2   |
| 1979 | Baltimore Orioles | 102-57      | .642 | przegrana w World Series z Pittsburgh, 4-3  |
| 1980 | New York Yankees  | 103-59      | .636 | przegrana w ALCS z Kansas City, 3-0         |
| 1981 | New York Yankees  | 59-48       | .551 | przegrana w World Series z Los Angeles, 4-2 |
| 1982 | Milwaukee Brewers | 95-67       | .586 | przegrana w World Series z St. Louis, 4-3   |
| 1983 | Baltimore Orioles | 98-64       | .605 | Wygrana w World Series z Philadelphia, 4-1  |
| 1984 | Detroit Tigers    | 104-58      | .642 | Wygrana w World Series z San Diego, 4-1     |
| 1985 | Toronto Blue Jays | 99-62       | .615 | przegrana w ALCS z Kansas City, 4-3         |
| 1986 | Boston Red Sox    | 95-66       | .590 | przegrana w World Series z New York, 4-3    |
| 1987 | Detroit Tigers    | 98-64       | .605 | przegrana w ALCS z Minnesota, 4-1           |
| 1988 | Boston Red Sox    | 89-73       | .549 | przegrana w ALCS z Oakland, 4-0             |
| 1989 | Toronto Blue Jays | 89-73       | .549 | przegrana w ALCS z Oakland, 4-1             |
| 1990 | Boston Red Sox    | 88-74       | .543 | przegrana w ALCS z Oakland, 4-0             |
| 1991 | Toronto Blue Jays | 91-71       | .562 | przegrana w ALCS z Minnesota, 4-1           |
| 1992 | Toronto Blue Jays | 96-66       | .593 | Wygrana w World Series z Atlanta, 4-2       |
| 1993 | Toronto Blue Jays | 95-67       | .586 | Wygrana w World Series z Philadelphia, 4-2  |
| 1994 | New York Yankees  | 70-43       | .619 | nie było playoffs                           |
| 1995 | Boston Red Sox    | 86-58       | .597 | przegrana w ALDS z Cleveland, 3-0           |
| 1996 | New York Yankees  | 92-70       | .568 | Wygrana w World Series z Atlanta, 4-2       |
| 1997 | Baltimore Orioles | 98-64       | .605 | przegrana w ALCS z Cleveland, 4-2           |
| 1998 | New York Yankees  | 114-48      | .704 | Wygrana w World Series z San Diego, 4-0     |
| 1999 | New York Yankees  | 98-64       | .605 | Wygrana w World Series z Atlanta, 4-0       |
| 2000 | New York Yankees  | 87-74       | .540 | Wygrana w World Series z New York, 4-1      |
| 2001 | New York Yankees  | 95-65       | .594 | przegrana w World Series z Arizona, 4-3     |
| 2002 | New York Yankees  | 103-58      | .640 | przegrana w ALDS z Anaheim, 3-1             |
| 2003 | New York Yankees  | 101-61      | .623 | przegrana w World Series z Florida, 4-2     |
| 2004 | New York Yankees  | 101-61      | .623 | przegrana w ALCS z Boston, 4-3              |
| 2005 | New York Yankees  | 95-67       | .586 | przegrana w ALDS z Los Angeles, 3-2         |
| 2006 | New York Yankees  | 97-65       | .599 | przegrana w ALDS z Detroit, 3-1             |
| 2007 | Boston Red Sox    | 96-66       | .593 | wygrana w World Series z Colorado, 4-0      |

Cleveland Indians byli jedyną drużyną która nie wygrała AL East przed zwiększeniem ilości dywizji.

## Mistrzostwa AL East
| Drużyna           | Liczba | Rok ostatniego zwycięstwa |
| ----------------- | ------ | ------------------------- |
| New York Yankees  | 15     | 2006                      |
| Baltimore Orioles | 8      | 1997                      |
| Boston Red Sox    | 6      | 2007                      |
| Toronto Blue Jays | 5      | 1993                      |
| Detroit Tigers    | 3      | 1987                      |
| Milwaukee Brewers | 1      | 1982                      |

## Zwycięzcy Dzikiej Karty
| Rok  | Zwycięzca         | Wynik (Z/P) | %    | Mecze straty | Playoffs                                     |
| ---- | ----------------- | ----------- | ---- | ------------ | -------------------------------------------- |
| 1995 | New York Yankees  | 79-65       | .549 | 7            | przegrana w ALDS z Seattle, 3-2              |
| 1996 | Baltimore Orioles | 88-74       | .543 | 4            | przegrana w ALCS z New York, 4-1             |
| 1997 | New York Yankees  | 96-66       | .593 | 2            | przegrana w ALDS z Cleveland, 3-2            |
| 1998 | Boston Red Sox    | 92-70       | .568 | 22           | przegrana w ALDS z Cleveland, 3-1            |
| 1999 | Boston Red Sox    | 94-68       | .580 | 4            | przegrana w ALCS z New York, 4-1             |
| 2003 | Boston Red Sox    | 95-67       | .586 | 6            | przegrana w ALCS z New York, 4-3             |
| 2004 | Boston Red Sox    | 98-64       | .605 | 3            | Wygrana w 2004 World Series z St. Louis, 4-0 |
| 2005 | Boston Red Sox    | 95-67       | .586 | 0            | przegrana w ALDS z Chicago, 3-0              |
| 2007 | New York Yankees  | 94-68       | .580 | 2            | przegrana w ALDS z Cleveland, 3-1            |